# Castello di Novara
Il Castello Visconteo - Sforzesco di Novara è il principale edificio di carattere militare del comune omonimo. Situato in pieno centro storico, affaccia a Nord su Piazza Martiri, mentre sui restanti tre lati è circondato dai giardini pubblici.

## Storia

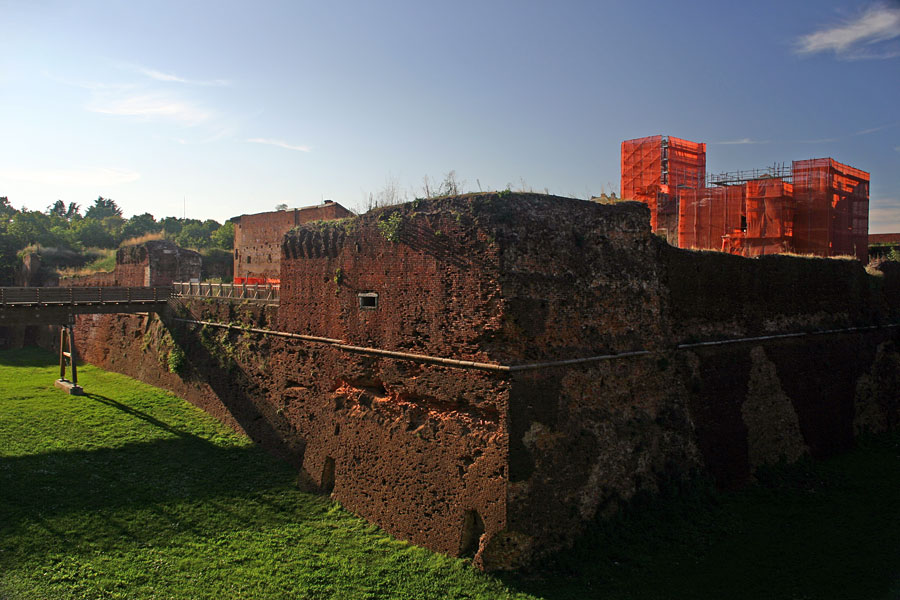
Il retro del castello nel 2007 durante i lavori di restauro

Non esistono dati certi sulla presenza di un castello a Novara in epoca tardo antica o alto medievale: non consentono di fare luce in proposito né le parole oscure e di difficile interpretazione di Ennodio relative a un castellum del vescovo Onorato; né l'ipotizzata identificazione del luogo dove sorge l'attuale castello con la corte incastellata de Veratelino, citata in un diploma di Ottone I del 969, e mai univocamente individuata.

### La struttura militare
Pochi secoli più tardi, nel 1272, Francesco Torriani, podestà di Novara e fratello di Napoleone della Torre signore di Milano, fece costruire una torre con recinto all'interno del quale sorgevano alcuni edifici di proprietà della famiglia vercellese dei Tettoni. La struttura, chiamata Turrisella, era un luogo fortificato per il controllo politico della città; oggi di esso restano visibili tracce delle fondamenta originarie.
Con i rapporti stretti da Novara con i Visconti, si sviluppò un vero e proprio castello. La torre venne incorporata e ribattezzata La Mirabella.
Una successiva e consistente evoluzione del castello avvenne per opera del vescovo Giovanni Visconti che si era impadronito della Signoria di Novara e poi di quella di Milano.
Questo castello visconteo si ergeva sulle antiche mura romane e forse utilizzava il fossato della vecchia cinta muraria per la propria difesa; da alcuni indizi si presume che esistessero dei grandi torrioni angolari, ma non esiste una descrizione attendibile e dettagliata dell'edificio di quei tempi.
Il castello venne modificato diverse volte, ma mantenne sempre la sua funzione di struttura militare-amministrativa di dominio della città di Novara. A prendersene cura era un castellano alle dipendenze di Filippo Maria Visconti. Di questo castello Visconteo oggi rimane in piedi solo la cosiddetta Rocchetta, all'angolo nord-ovest. Ancora si intravedono le merlature viscontee ormai murate e i resti del portone, in passato protetto da un torrione quadrato chiamato forse La Torre del Monicione.

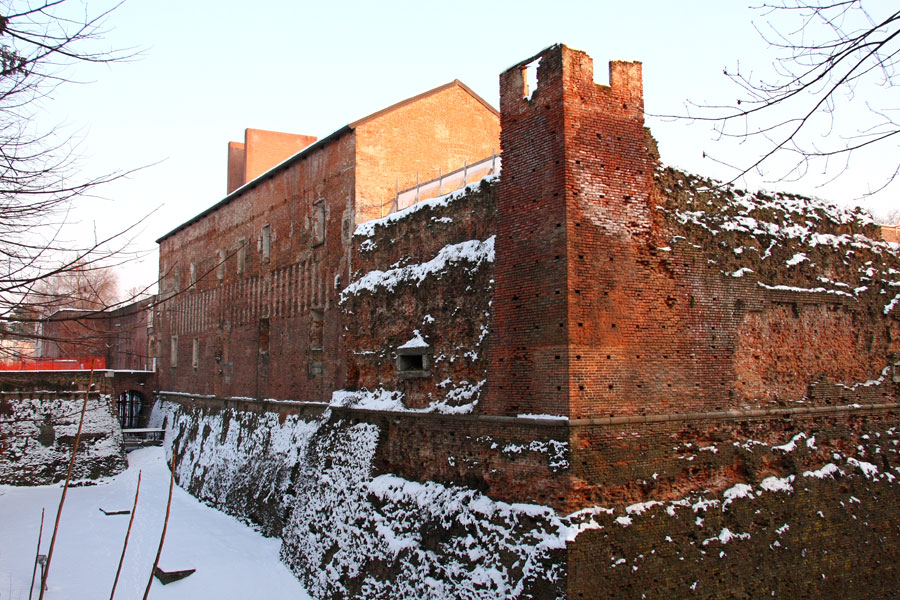
Vista da nord-ovest con la rocchetta in primo piano

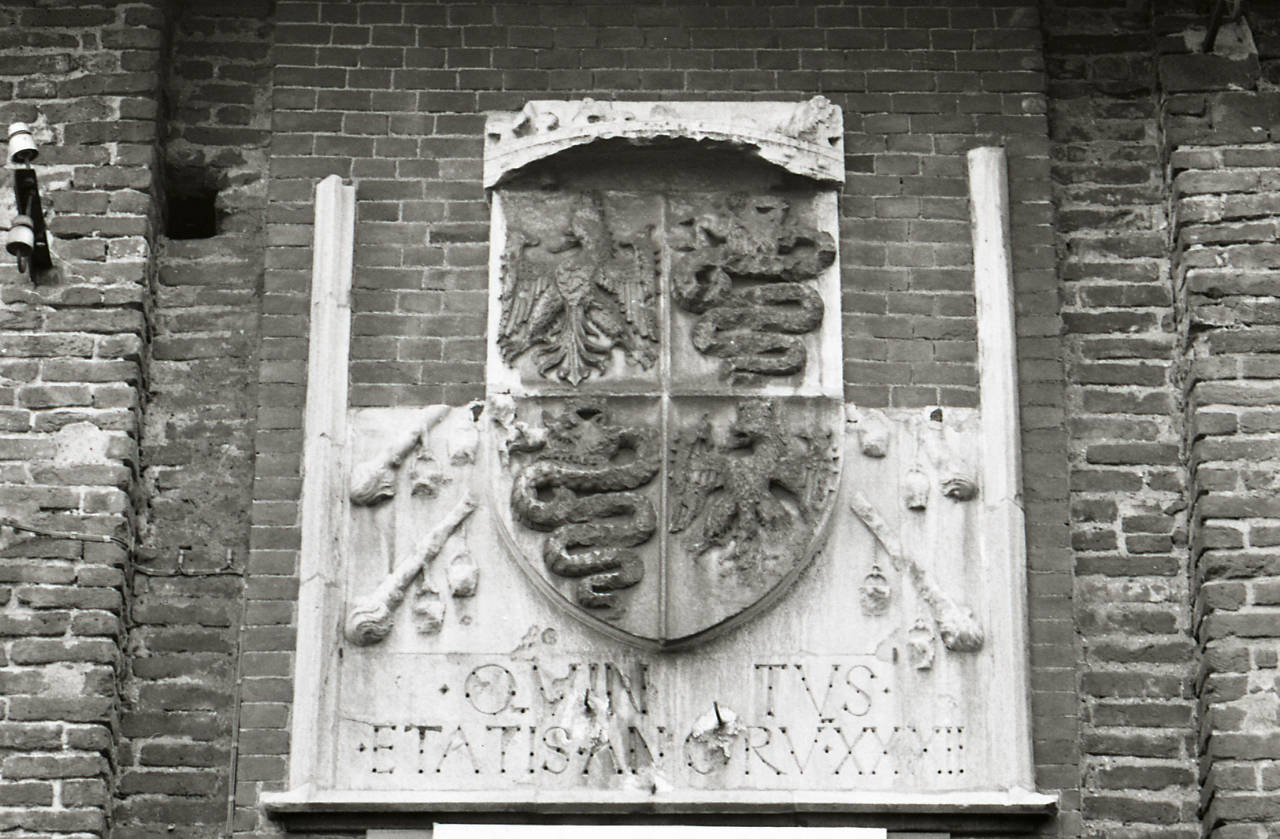
Lo stemma degli Sforza sopra l'arco d'ingresso. Foto di Paolo Monti, 1980.

Il duca Galeazzo Maria Sforza dispose un imponente intervento di ricostruzione. Dal 1468 iniziarono i lavori, che inglobarono le strutture precedenti all'interno di un grande edificio quadrangolare. Al cantiere contribuirono alcuni tra i più importanti ingegneri militari del ducato: Bartolomeo Gadio, Serafino Gavazzi, Maffeo da Como, Danesio Maineri, Ambrogio Ferrari. I lavori si interruppero per mancanza di fondi nel 1479, quando il progetto era in stato assai avanzato, ma non compiuto: la mancata copertura causò danni successivi. Alla fine del secolo Ludovico il Moro fece eseguire gli ultimi lavori all'architetto Giorgio Trebeser.
Verso la metà del Cinquecento, l'amministrazione spagnola del Ducato di Milano decise di rafforzare il confine occidentale dello stato utilizzando Novara come principale piazzaforte. Il castello degli Sforza era ormai inadeguato alle esigenze della guerra e se ne sarebbe dovuto costruire un nuovo. Per limitare le spese, in cinquant'anni, si dotò di bastioni il nucleo della città e si costruirono baluardi difensivi. Il risultato fu una struttura bellica molto più estesa ed articolata dell'originale, all'interno della quale il castello assumeva il ruolo di centro di comando della guarnigione.
Nonostante ormai fosse solo una caserma, l'amministrazione spagnola del Seicento continuò a considerare il castello un elemento essenzialmente difensivo. Con il tempo, tuttavia, la funzione militare passò in secondo piano e la manutenzione della fortificazione venne gradualmente allentata, fino ad arrivare alla trasformazione dei bastioni in luoghi di passeggio pubblico, sotto l'amministrazione sabauda del Settecento.

### Il riadattamento a carcere
Il castello divenne carcere solo nel periodo napoleonico. La decisione di spostare le carceri dal Palazzo del Pretorio al castello comportò pesanti manomissioni alle strutture medievali esistenti: furono ricavate alcune finestre nella muratura, altre vennero chiuse, si eliminarono le merlature, la corte divenne il cortile per l'ora d'aria dei prigionieri e vennero approntate torricelle di vedetta carceraria nei quattro angoli bastionati.
L'edificio ospitò il carcere per 170 anni ininterrottamente, il che comportò un danneggiamento rapido della struttura; tra i vari detenuti è da ricordare Claretta Petacci, amante di Benito Mussolini. Nuovi interventi vennero svolti a metà dell'Ottocento, quando fu abbattuta buona parte della cinta di bastioni e si realizzarono sui tre lati gli eleganti giardini pubblici chiamati Allea.
Il castello rischiò di essere abbattuto nell'Ottocento, perché considerato spoglio di ogni pregio artistico. Voci autorevoli si opposero, ispirati dal grandioso restauro che stava avvenendo proprio in quei giorni al Castello Sforzesco di Milano. Fu allora che si riconobbe il valore storico e culturale del vecchio edificio e avanzarono le prime proposte di recupero e/o di restauro: sede dell'Istituto Professionale Omar (1893), sede del Municipio (1912), Parco della Rimembranza (1925), Palazzo delle Poste (1932), parco pubblico (1935), Prefettura (1936).
Nessuno di questi progetti vide vita e il castello rimase per decenni sede delle Regie Carceri Mandamentali. Con la visita ufficiale di Mussolini a Novara, nel 1939, si ricostruì per intero la cortina muraria dell'angolo nordest.

### La nuova destinazione e il restauro
Solo nel 1973, con il trasferimento delle prigioni alla Bicocca, il castello perse la destinazione carceraria e da proprietà del Demanio dello Stato passò all'amministrazione municipale di Novara. Dopo alcuni anni di inutilizzo, negli anni Ottanta, si abbatterono edifici e strutture ottocentesche e novecentesche prive di qualità architettonica, sgombrando il cortile e prevedendo il recupero della sede. Nel frattempo, per più di un decennio il castello venne lasciato al Corpo Forestale dello Stato che vi impiantò propri vivai.
Il progetto di restauro e ricostruzione fu curato da Paolo Zermani. L'esecuzione richiese oltre dieci anni e portò alla riapertura nel gennaio 2016, accompagnata da qualche polemica circa la ricostruzione di una torre. 
Dopo indagini effettuate a partire dal maggio 2019, nel settembre 2023 sono stati avviati impegnativi restauri delle mura esterne del castello. Il termine dei lavori è stato previsto per il maggio 2025

## Mostre
- 21 settembre 2017 - 14 gennaio 2018: Dal Rinascimento al Neoclassico. Le stanze segrete di Vittorio Sgarbi, allestita dal noto critico d'arte[9].

- 23 novembre 2019 - 5 aprile 2020: Divisionismo. La rivoluzione della luce, curata da Annie-Paule Quinsac, allestita con «l'ambizione di essere la più importante mostra dedicata al Divisionismo realizzata negli ultimi anni»[10][11][12][13].

- 30 ottobre 2021 - 13 marzo 2022: Il mito di Venezia. Da Hayez alla Biennale, curata da Elisabetta Chiodini[14][15].

- 22 ottobre 2022 - 12 marzo 2023: Milano. Da romantica a scapigliata, curata da Elisabetta Chiodini[16][17][18].

- 4 novembre 2023 - 7 aprile 2024: Boldini, De Nittis et les italiens de Paris, curata da Elisabetta Chiodini[19][20].
- 1 novembre 2024 - 6 aprile 2025: PAESAGGI. Realtà Impressione Simbolo. Da Migliara a Pellizza da Volpedo, curata da Elisabetta Chiodini.